# Парламентские выборы на Арубе (2009)
Парламентские выборы на Арубе прошли 25 сентября 2009 года На них избирался 21 депутат парламента Арубы. Выборы стали седьмыми со времени получения автономии от Нидерландов в 1986 году, в них приняли участие 8 политических партий.
В результате победу одержала Народная партия Арубы, получившая 12 мест парламента.

## Результаты
| Партия                                                                   | Голоса | %     | Места | +/-   |
| ------------------------------------------------------------------------ | ------ | ----- | ----- | ----- |
| Народная партия Арубы                                                    | 26 476 | 48,03 | 12    | +4    |
| Народное избирательное движение                                          | 19 804 | 35,93 | 8     | -3    |
| Патриотическое движение Арубы                                            | 2444   | 4,43  | 0     | -1    |
| Настоящая демократия                                                     | 3144   | 5,70  | 1     | +1    |
| Сеть вечной демократии                                                   | 2378   | 4,31  | 0     | -1    |
| Патриотическая партия Арубы                                              | 611    | 1,11  | 0     | 0     |
| Объединённые христиане, усиливающие потенциал Арубы                      | 139    | 0,25  | 0     | новая |
| MSI-Либеральная организация Арубы                                        | 125    | 0,23  | 0     | 0     |
| Недействительных/пустых бюллетеней                                       | 629    | -     | -     | -     |
| Всего                                                                    | 55 750 | 100   | 21    | 0     |
| Зарегистрированных избирателей / Явка                                    | 64 602 | 86,30 | -     | -     |
| Источник: Overheid Архивная копия от 24 сентября 2017 на Wayback Machine |        |       |       |       |